# Sensi Pearl
Sensi Pearl, mit bürgerlichem Namen Cassandra Nelson, kurz Cassie Nelson (* 13. Dezember 1988 in Los Angeles, Kalifornien), ist eine US-amerikanische Schauspielerin und Tänzerin sowie Model und ehemalige Pornodarstellerin. Unter dem Pseudonym Ganja Goddess („Marihuana-Göttin“) tritt sie als Sprecherin zur Propagierung der medizinischen Anwendung von Marihuana in Erscheinung.

## Leben und Karriere
Nelson wuchs in Los Angeles auf, wo sie eine 13-jährige Ballettausbildung erhielt. Als Schauspielerin wirkte sie an verschiedenen Projekten des Disney Channels mit und besetzte Nebenrollen in drei Spielfilmen. Eine durch Anorexia nervosa (Magersucht) bedingte, gesundheitsgefährdende Abmagerung führte dazu, dass sie ihre Karriere als Tänzerin und Schauspielerin 2007 zunächst aufgeben musste.
Marihuana half ihr in der Folgezeit bei der Überwindung der Anorexie, was dazu führte, dass sie sich später als Ganja Goddess für die medizinische Anwendung von Cannabis engagierte.
Nach ihrer Genesung wechselte Sensi 2011 ins Pornogeschäft und wurde noch im selben Jahr mit dem XRCO Award in der Rubrik Heart-On Girl ausgezeichnet. Seither wirkte sie in insgesamt 27 Produktionen mit. 2012 spielte Sensi erstmals wieder eine kleine Rolle in dem Mainstreamfilm Cherry – Dunkle Geheimnisse, einem Drama über die Pornoindustrie. 2013 trat sie als Bühnentänzerin mit den Kottonmouth Kings auf.
Im August 2013 erklärte sie auf ihrem Twitter-Account den Rückzug aus der Pornobranche, da Sensis Mutter von ihrer Beschäftigung erfahren habe und sie gerne ihre Familie zurückhaben wolle.

## Filmografie

### Mainstream
- 2006: High School Musical
- 2006: Hilfe, mein Tagebuch ist ein Bestseller (Read It and Weep)
- 2007: High School Musical 2
- 2012: Cherry – Dunkle Geheimnisse (About Cherry)

### Pornofilme
- 2011: Poor Little Shyla
- 2011: New Girls on the Block
- 2011: Barely Legal 123
- 2011: Women Seeking Women 77
- 2011: Lesbian Truth or Dare 6
- 2011: Lesbian Stepsisters 1
- 2011: Teach Me 2
- 2011: Angel Face 2
- 2011: ATK Petites 5
- 2011: My Wife and I are Fucking the Babysitter 1
- 2011: So Young so Sexy POV 4
- 2012: Mother-Daughter Exchange Club 22
- 2012: Lesbian Seductions 40
- 2012: Lesbian Psycho Dramas 9
- 2012: Babysitter Diaries 7
- 2012: Sexual Gymnastics
- 2012: Too Big for Teens 9
- 2012: Cute Little Titties
- 2012: Young Girls Need It Big
- 2012: The Cute Girl Next Door
- 2012: Athletic Support 4
- 2012: Girl Eat Girl
- 2012: Pure 18, 23
- 2012: Squirtamania 24
- 2012: Tiny Chicks Struggle to Fit Huge Dicks
- 2013: Tiny Titty Committee
- Every Last Drop 21

## Auszeichnungen
- 2011 XRCO Award in der Rubrik Heart-On Girl